# Веселухина, Ксения Владимировна
Ксе́ния Влади́мировна Веселу́хина (26 апреля 1924, Харбин — 18 марта 2004, Пермь) — советский учёный-лингвист, англист, заведующая кафедрой романо-германских языков (1964–1972), английской филологии (1972–1982) филологического факультета, декан факультета повышения квалификации Пермского университета  (1972–1990), член научно-методического совета по иностранным языкам министерства высшего и среднего специального образования (Москва), член экспертной комиссии по иностранным языкам Уральского научно-методического совета (Свердловск), один из ведущих специалистов по английскому языку (1960–1970-е, Пермь); автор известных в стране учебных пособий по английскому языку.

## Биография
1930–1940 — окончила среднюю школу в Шанхае.
1940–1945 — учёба в Saint Jones University (Шанхай). Окончила с присвоением диплома бакалавра искусствоведческих наук.
1945–1947 — работала переводчиком английского языка в Дальневосточном отделении ТАСС под непосредственным началом известного синолога, переводчика, журналиста В. Н. Рогова; 1947–1948 — преподавателем английского языка на государственном союзном заводе №629 (Молотов); 1948–1949 — переводчиком английского языка в Молотовской областной вирусологической лаборатории; 1949–1952 — преподавателем английского языка в Молотовском горном техникуме.
1949–1953 — окончила экстерном факультет английского языка 1-го Московского государственного педагогического института иностранных языков имени Мориса Тореза. 1948–1950 — училась и окончила вечерний университет марксизма-ленинизма при горкоме ВКП(б) Перми.
1952–1960 — работала старшим преподавателем кафедры английского языка Пермского пединститута.
С 1960 по 1964 — старший преподаватель, заведующая секцией английского языка кафедры романо-германских языков филологического факультета Пермского университета.
1964–1972 — заведующая кафедрой романо-германских языков Пермского университета.
1972–1982 — заведующая кафедрой английской филологии филологического факультета Пермского университета (после разделения кафедры романо-германских языков на три части).
1 августа 1972 по 1990 — декан факультета повышения квалификации  Пермского университета.
С 1 декабря 1982 по 31 августа 1990 — доцент кафедры английской филологии  Пермского университета.

## Роль в развитии образования в области иностранных языков
К. В. Веселухина являлась одним из создателей и деканом факультета повышения квалификации иностранных вузов страны при Пермском университете.  Факультет имел общероссийское значение: здесь проходили учёбу преподаватели иностранных языков многих городов Советского Союза (от Свердловска, Омска, Томска, Тюмени до Владивостока).
В университете она была председателем и членом экспертной комиссии по подготовке к печати изданий на иностранных языках и членом редколлегии изданий на иностранных языках.
К. В. Веселухина являлась членом научно-методического совета по иностранным языкам министерства высшего и среднего специального образования (Москва), членом экспертной комиссии по иностранным языкам Уральского научно-методического совета (Свердловск), одним из ведущих специалистов по английскому языку в 1960–1970-е годы в Перми.
К. В. Веселухина — автор известных в стране учебных пособий по английскому языку, которые до сих пор востребованы.

## Избранные работы

### Английский язык
- Веселухина К. В., Ковалёва Л. И., Разговорова Т. И. 10 вечеров на английском языке (выпуски I–X). Пермь, 1963–1967. (всего 25,5 п.л.). См. напр.: , , , , , , , , , .
- Веселухина К. В. Вильям Шекспир. Материалы к 400-летию со дня рождения. В помощь учителю английского языка. Составители: К. В. Веселухина (and others). Ответственный редактор Ю. П. Неронова. (With illustrations, articles on Shakespeare in English and Russian and excerpts from Shakespeare's works.) Пермь, 1964. 62 с.
- Веселухина К. В. Юному полиглоту. Иностр. яз.: Беседу ведёт доц. К. В. Веселухина. Пермь: Пермское кн. изд-во, 1967. 41 с. См., напр.: , , .
- Веселухина К. В., Лужбина Э. И., Тетерина Т. С., Шайдурова В. В. Пособие для развития навыков устной речи учащихся старших классов средней школы [Текст] : (в помощь учителю английского языка) / М-во высш. и сред. спец. образования РСФСР, Перм. гос. ун-т им. А. М. Горького, Каф. романо-герм. яз.; сост. К. В. Веселухина (и др.); под ред. К. В. Веселухиной. - Пермь : [s. n.], 1968. - 172 с. См., напр.:
- Веселухина К. В. Пособие по внеаудиторному чтению для слушателей ФПК. A. J. Cronin. Hatter's Castle. Пермь, 1971.
- Веселухина К. В, Путин А. А., Тетерина Т. С. Пособие по отдельным вопросам грамматики, стилистики и лексикологии (в помощь изучающим английский язык) / Анатолий Алексеевич Путин, Тамара Степановна Тетерина, Ксения Владимировна Веселухина . — Пермь : Издательство Пермского университета, 1971 . — 424 с. См., напр.:.
- Веселухина К. В. Юному полиглоту. Иностр. яз.: Беседу ведёт доц. К. В. Веселухина. 2 издание, исправленное. Пермь: Книжное изд-во, 1972.
- Веселухина К. В. Некоторые английские пословицы и поговорки // Пособие по некоторым вопросам грамматики, стилистики и лексикологии. В помощь изучающим английский язык. Веселухина К. В., Путин А. А. Пермь, 1972.
- Веселухина К. В.  Рецензия на пособие "Speak Everyday English" В. Л. Скалкина и др. // Иностранные языки в школе. 1974, №1.
- Веселухина К. В. Пособие по внеаудиторному чтению для слушателей ФПК. Agatha Christie. Selected Stories. Пермь, 1977.
- Веселухина К. В., Ковалёва Л. И. Пособие по внеклассной работе. Extra-curriculum work. Учебное пособие. Л.: Просвещение. 1978. 167 с. См., напр.: , , , ,  (недоступная ссылка).

### Мемуары
- Веселухина К. В. А годы летят, наши годы летят, но хочется нам оглянуться назад... // Пермский университет в воспоминаниях современников / Сост. В. И. Костицын. Пермь: Изд-во Перм. ун-та, 1996. Вып. 4. Живые голоса. 188 с.: ил. ISBN 5-8241– 0127–2. С. 132–137.

## Общественная деятельность
За годы работы в Пермском университете К. В. Веселухина являлась:
- членом лекторского бюро;
- старостой философского теоретического семинара;
- членом библиотечного Совета;
- членом Методсовета университета;
- председателем учебной комиссии филологического факультета;
- секретарём партбюро филологического факультета[3].

К. В. Веселухина читала лекции для населения и учителей Пермской области, два с половиной года вела занятия по английскому языку по телевидению в г. Пермь.

## Награды
За период деятельности в Пермском университете и других вузах за плодотворную учебную, научную и общественную работу К. В. Веселухина получила целый ряд благодарностей и грамот (более 30); неоднократно удостаивалась занесения на доску почёта Пермского университета.
Имела следующие награды:
- Юбилейная медаль «За доблестный труд. В ознаменование 100-летия со дня рождения Владимира Ильича Ленина».
- Почётный знак «За отличные успехи в области высшего образования СССР».
- Нагрудный знак Победитель социалистического соревнования 1973 года.
- Нагрудный знак "Ударник пятилетки" (по итогам десятой пятилетки, 1981).